# 大型多人線上第一人稱射擊遊戲
大型多人線上第一身射擊（英語：Massively multiplayer online first-person shooter，簡稱MMOFPS）。MMOFPS是一種可供多人連線遊玩的電腦第一人稱射擊遊戲的稱呼，能讓大量玩家在同一個網路中遊玩。

## 大型多人連線第一身射擊類別遊戲

### Huxley
大型多人連線第一人稱射擊遊戲Huxley是一個正在被Webzen Games Inc開發的遊戲。將於2008年3月釋出電腦版，6月釋出Xbox360版。本作使用虚幻3遊戲引擎，伺服器端將對於大量多人性為主，所以本作將支援雙方隊伍各100名網路玩家於遊戲中廝殺。

### Neocron
Neocron是一款由Reakktor Media GmbH開發的科幻MMOFPS遊戲，已經於2002年9月釋出。而它的續習──Neocron 2，則在2005年釋出。

### 激战海陆空
激战海陆空是一款以第二次世界大戰作為背景的MMOFPS，主要模擬二戰中的歐戰戰場。該遊戲在2001年6月6日釋出，現時遊戲開發商仍然有定期地更新遊戲。